# Azrou
Azrou (arabsky أزرو‎; berbersky ⴰⵥⵔⵓ, Aẓro) je marocké město vzdálené 89 kilometrů jižně od Fásu. Leží v provincii Ifrane v regionu Fès-Meknès. Žije zde přibližně 58 tisíc obyvatel.
Azrou lze v z berberského jazyka tamazight přeložit jako „velká skála“, což odkazuje na skalnatý hřeben při západním okraji města.

## Geografie
Azrou stojí na strategické křižovatce Středního a Vysokého Atlasu mezi městy Meknes, Fás, Ifrane a Midelt. Ze severu je Azrou spojováno silnicí číslo N13 s Meknesem a s Timaldhite z jihu. Městem vede též státní silnice N8.
Azrou leží v nadmořské výšce 1250 m n. m. a je obklopeno horami, které pokrývají dubové a cedrové lesy.
Na severu města se nachází Gouraudův cedrový les, v němž žije subpopulace Magota bezocasého (též zván makakem berberským). Krom toho žijí v okolních cedrových lesích i ve světě jedinečné druhy motýlů. Okolí města je atraktivní jak pro turisty z okolních měst i ze zahraničí, tak i pro obyvatele Azrou.
Oblast kolem Azrou je také známa vývozem třešní, jablek a ryb chovaných v rybích farmách.

## Historie
Azrou je nejvíce známé jako první město se střední školou v berberské oblasti (nyní škola Tarika Ibn Ziada. Byla vystavěna francouzskými koloniálními autoritami s cílem vyučit Maročany správě v kolonii. Jednalo se o jeden z prostředků k zavedení Berberského Dahiru, díky kterému marocký král mohl určovat zákonodárství plně dle své vůle, aniž by se uchýlil k jiným jurisdikcím.
Azrou je nejvíce známé jako první město se střední školou v berberské oblasti (nyní škola Tarika Ibn Ziada. Byla vystavěna francouzskými koloniálními autoritami s cílem vyučit Maročany správě v kolonii. Jednalo se o jeden z prostředků k zavedení Berberského Dahiru, díky kterému marocký král mohl určovat zákonodárství plně dle své vůle, aniž by se uchýlil k jiným jurisdikcím.
Od získání nezávislosti na Francii v roce 1956 bylo město marockými úřady dlouhodobě zanedbávané na úkor blízkého města Ifrane.
Dnes je město oblíbeným turistickým cílem a stojí zde několik hotelů.

## Galerie

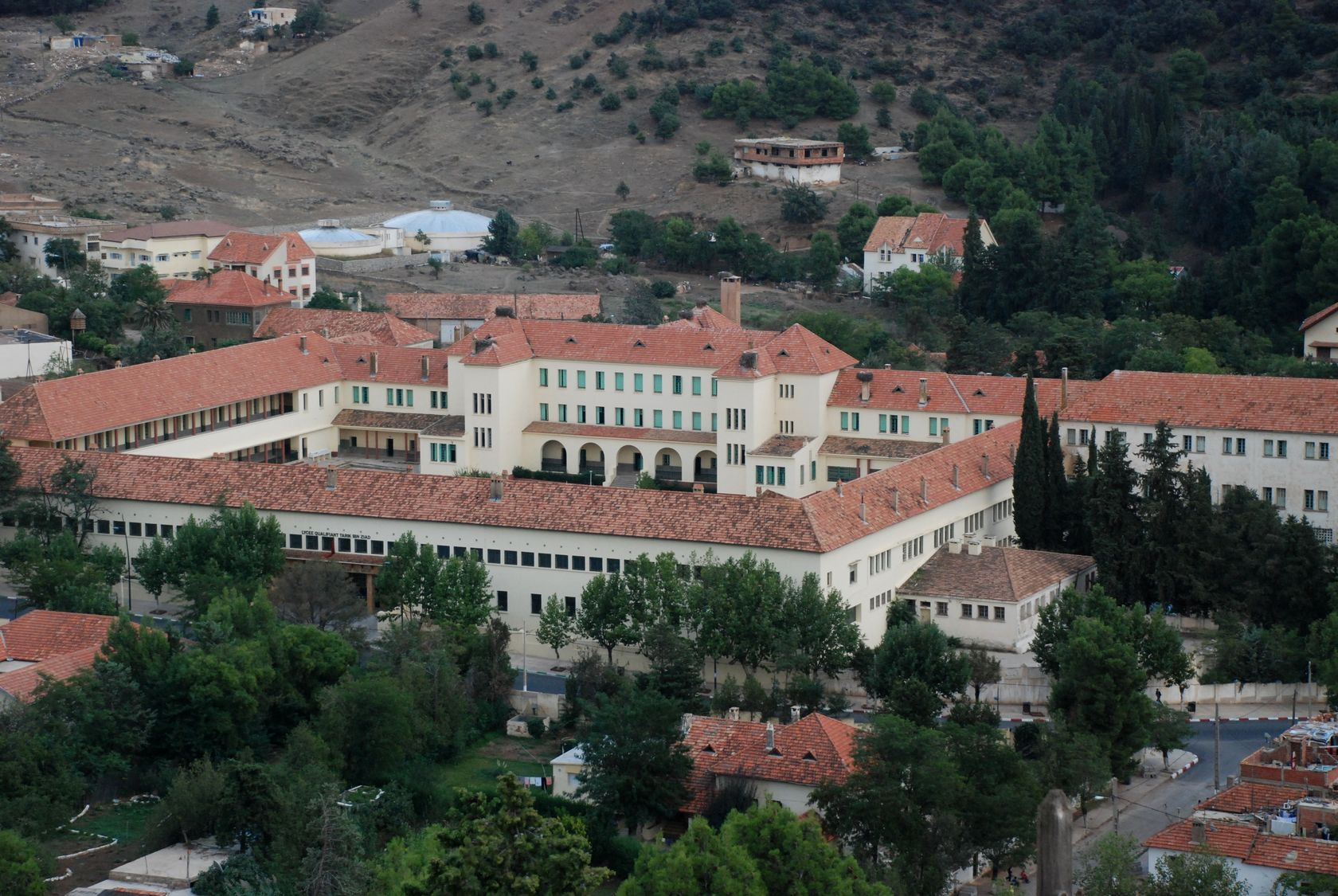
Střední škola v Azrou
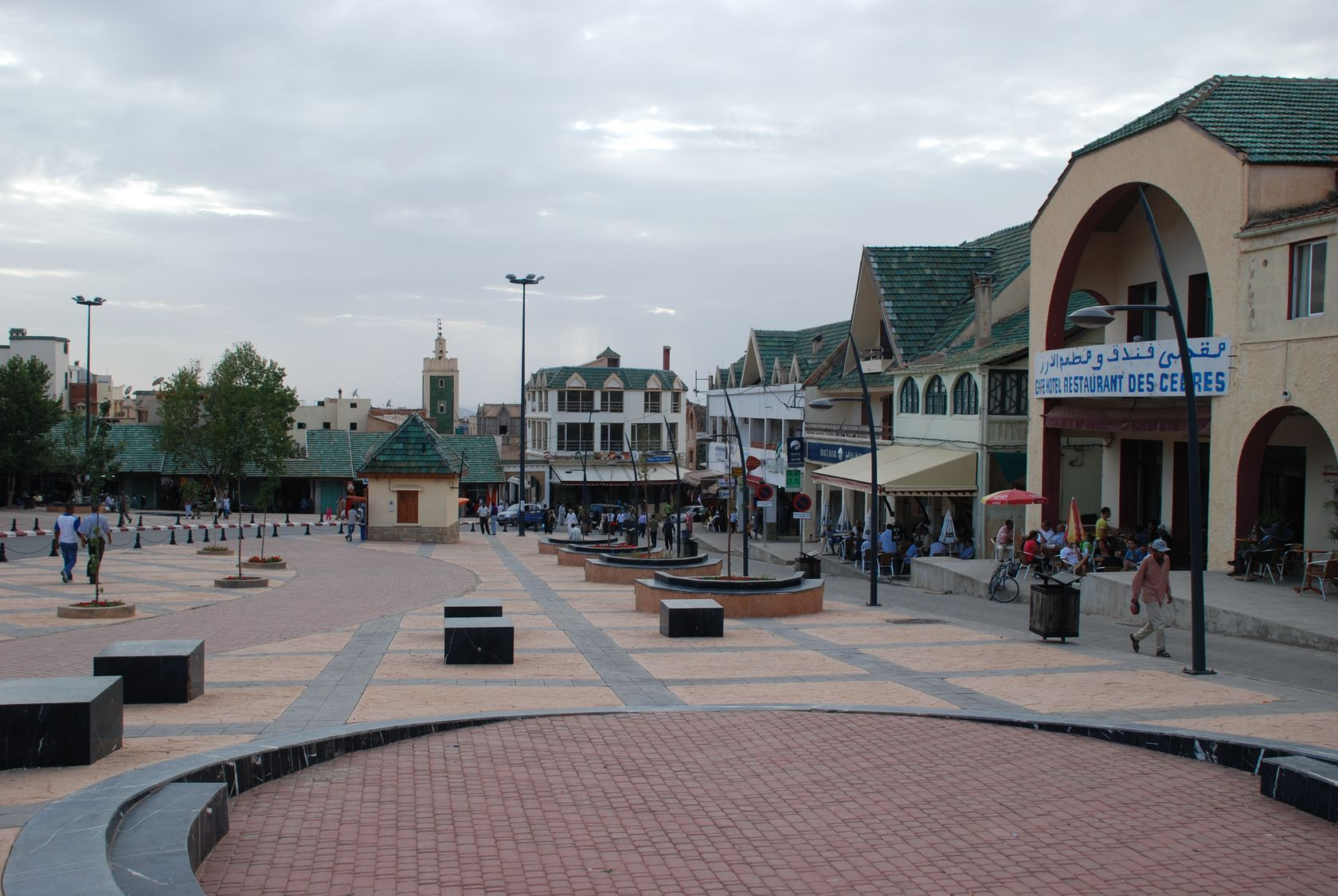
Náměstí Muhammada V.
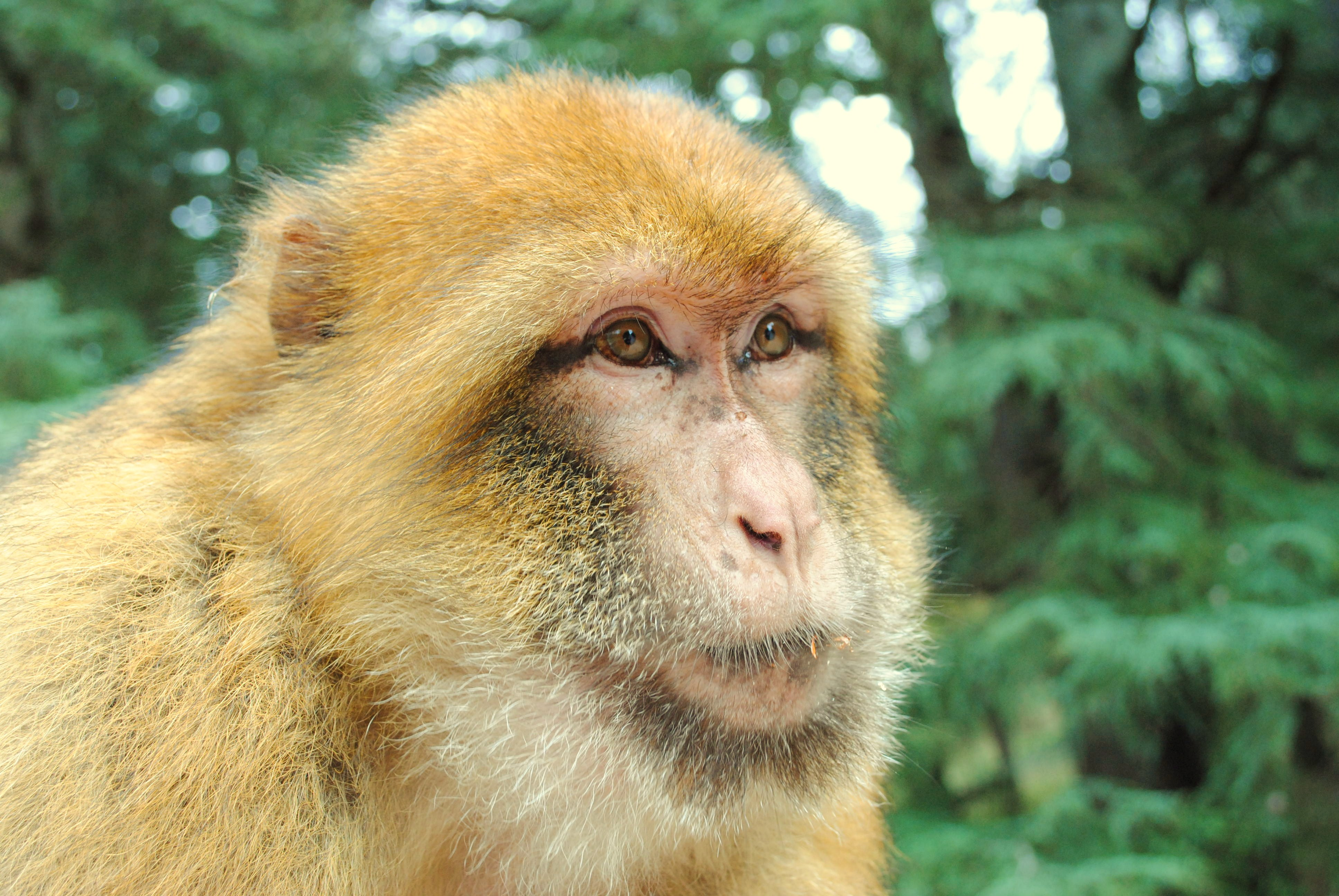
Magot bezocasý v cedrovém lese poblíž Azrou

## Partnerská města
- Blois, Francie (2011)
- Melle, Francie (1996)